# Chrysothrix tchupalensis
Chrysothrix tchupalensis är en lavart som beskrevs av Elix & Kantvilas. Chrysothrix tchupalensis ingår i släktet Chrysothrix och familjen Chrysothricaceae.   Inga underarter finns listade i Catalogue of Life.